# Терен Тетяна Олександрівна
Тетяна Олександрівна Терен (нар. 25 липня 1986 року, Лютенські Будища) — українська журналістка, кураторка книжкових проєктів та літературних програм, редакторка.

## Життєпис
Народилася 25 липня 1986 року в селі Лютенські Будища Зіньківського району Полтавської області.
2008 року закінчила відділення журналістики Харківського національного університету ім. В. Каразіна. З 2024 року навчається на MBA-програмі Києво-Могилянської Бізнес-Школи
2023 року стала лауреаткою Премії імені Леся Танюка за збереження історичної пам'яті.

## Кар'єра
У 2005-2008 була відповідальною за зв'язки з громадськістю і редакторкою відділу публіцистики в літературному журналі «Березіль».
З 2009-го до 2011 року вела авторську програму «Книжковий Кошик» на харківському каналі «А/ТВК». По тому працювала керівницею прес-офісу видавництва «Грані-Т», редакторкою на 5 каналі, каналі «ТВі», в інтернет-виданні «Українська правда. Культура» тощо. Дописувала у видання «Україна молода», «День», «Український тиждень», «Високий замок», Harper's Bazaar та ін.
Як кураторка співпрацювала з PinchukArtCentre, «Культурним Проєктом» та фестивалем «Книжковий Арсенал».
13 липня 2017 року за результатами конкурсного добору стала першою директоркою державної установи «Український інститут книги», проте 20 січня 2018 року Терен повідомила, що звільняється з посади директорки УІК.
У 2018-2025 роках працювала першою виконавчою директоркою Українського ПЕН. На цій посаді, зокрема, стала ініціаторкою Премії імені Георгія Ґонґадзе, проєктів «Мереживо. Літературні читання в містечках України», «Наближчення. Зустрічі з українськими письменниками», Фокус-теми Українського ПЕН, «Від Сковороди до сьогодення. 100 знакових творів українською мовою», фестивалю «Дні есеїстики», книжкової серії «Бібліотека Українського ПЕН», «Тут-і-Тепер: історії журналістів на війні», «Діалоги про війну», PEN Ukraine Emergency Fund, «Люди культури, яких забрала війна», «RECвієм. Меморіал пам'яті загиблих журналістів», «Літературно-волонтерські поїздки ПЕН», «Незламні бібліотеки», In Solidarity With Ukraine та ін.
2024 року Український ПЕН отримав відзнаку «Відвага заради демократії» у рамках 12-ї Глобальної асамблеї Світового руху за демократію в Йоганнесбурзі.

## Книжкові проєкти
2013 року разом із фотографом Олександром Хоменком розпочала роботу над антологією письменницьких голосів «RECвізити», яка являє собою серію книжок інтерв'ю з українськими письменниками. Загалом у «Видавництві Старого Лева» вийшло три частини антології, героями якої стали Юрій Андрухович, Леся Воронина, Василь Голобородько, Лариса Денисенко, Анатолій Дімаров, Іван Дзюба, Іван Драч, Сергій Жадан, Оксана Забужко, Юрій Іздрик, Ігор Калинець, Іван Малкович, Дмитро Павличко, Тарас Прохасько, Роман Іваничук, Юрій Винничук, Євгенія Кононенко, Василь Герасим'юк, Богдан Жолдак, Мар'яна Савка, Наталка Сняданко, Василь Шкляр тощо.
2018 року у видавництві Pabulum вийшла книга «Прості речі. Вісім розмов з Адою Роговцевою», яку Тетяна Терен підготувала у співавторстві з театральною критикинею Анною Липківською.
2020-го вийшла друком книга розмов із письменником Тарасом Прохаськом – «Сотворіння світу».